# Rodney Irwin
Rodney Irwin (* 9. September 1941 in Montreal, Québec) ist ein ehemaliger kanadischer Botschafter.

## Leben
Irwin trat 1972 in den auswärtigen Dienst. Von 1972 bis 1988 war er in Neu-Delhi akkreditiert. 1992 wurde Irwin zum Botschafter in Belgrad, Sozialistische Föderative Republik Jugoslawien ernannt, im Zug des jugoslawischen Sezessionskrieges legte Irwin sein Akkreditierungsschreiben bei den Regierungen von Albanien, Bulgarien, Slowenien und Kroatien vor. 2003 wurde Irwin in den Ruhestand versetzt. Anschließend leitete Rodney Irwin ein Unternehmen in der Energiewirtschaft.
| Vorgänger           | Amt                                                                                              | Nachfolger                  |
| ------------------- | ------------------------------------------------------------------------------------------------ | --------------------------- |
| James Calbert Best  | kanadischer High Commissioner in Port-of-Spain akkreditiert am 22. September 1988                | Martha Dilys Buckley-Jones  |
| James Byron Bissett | kanadischer Botschafter in Belgrad 1992 ernannt                                                  | Dennis Snider               |
| —                   | kanadischer Botschafter in Ljubljana 31. März 1992 akkreditiert und am 23. Juni 1993 ernannt.    | Susan M.W. Cartwright       |
| James Byron Bissett | kanadischer Botschafter in Tirana 1992 bis 13. September 1992                                    | Jeremy Kinsman              |
| James Byron Bissett | kanadischer Botschafter in Sofia 15. Oktober 1992 akkreditiert und am 17. Dezember 1992 ernannt. | Gilles Horace J. Duguay     |
| Derek Fraser,       | kanadischer Botschafter in Budapest 23. Juli 1993 bis 3. August 1996                             | Susan M.W. Cartwright       |
| Derek Fraser,       | kanadischer Botschafter in Zagreb am 14. März 1995 ernannt                                       | Susan M.W. Cartwright       |
| Anne Leahy          | kanadischer Botschafter in Moskau 11. August 1999 bis 1. August 2003                             | Christopher William Westdal |
| Jeremy K.B. Kinsman | kanadischer Botschafter in Jerewan akkreditiert am 4. April 2000                                 | Christopher William Westdal |
| Anne Leahy          | kanadischer Botschafter in Taschkent akkreditiert am 3. März 2000                                | Christopher William Westdal |